# Chamaemelum nobile
La Chamaemelum nobile (sin. Anthemis nobilis) comúnmente conocida como manzanilla o camomila común o manzanilla romana es una hierba perenne de la familia de las asteráceas, nativa de Europa que se encuentra en campos secos y alrededor de jardines y terrenos cultivados en Europa, América del Norte, América del Sur y el Norte de África. 
Es utilizada tradicionalmente en productos para el cuidado del cabello y de la piel en infusiones, perfumes y cosméticos, y para dar sabor y aromatizar alimentos. También se utiliza ampliamente en medicina tradicional, aunque no hay evidencia científica suficiente que respalde las propiedades medicinales que se le atribuyen.
C. nobile es, junto con Matricaria chamomilla, una fuente importante del producto herbal conocido como manzanilla.
Puede ser utilizada también como planta decorativa para crear un césped de manzanilla fragante.

## Etimología e historia
La palabra manzanilla y el nombre del género Chamaemelum provienen del griego χαμαίμηλον (chamaimēlon), "manzana de tierra", de χαμαί (chamai), "en el suelo" + μήλον (mēlon), "manzana", así llamada por el olor a manzana de la planta. 
La planta obtuvo el epíteto latino "nobile" (que significa "notable" o "famosa".) debido a sus supuestas propiedades terapéuticas, las cuales se creía que eran mejores que las de la manzanilla alemana (Matricaria chamomilla).
La manzanilla romana es conocida como una planta medicinal desde la Edad Media. Comenzando su cultivo europeo en Inglaterra durante el siglo XVI.
Joachim Camerarius fue el primero en descubrir y nombrar chamaemelum nobile en 1598 en Roma. La planta fue incluida primero en la farmacopea de Würtenberg como carminativo, analgésico, diurético y ayuda digestiva. 
31
Posteriormente fue descrita por (L.) All. con los resultados publicados en Flora Pedemontana 1: 185. 1785.

## Descripción

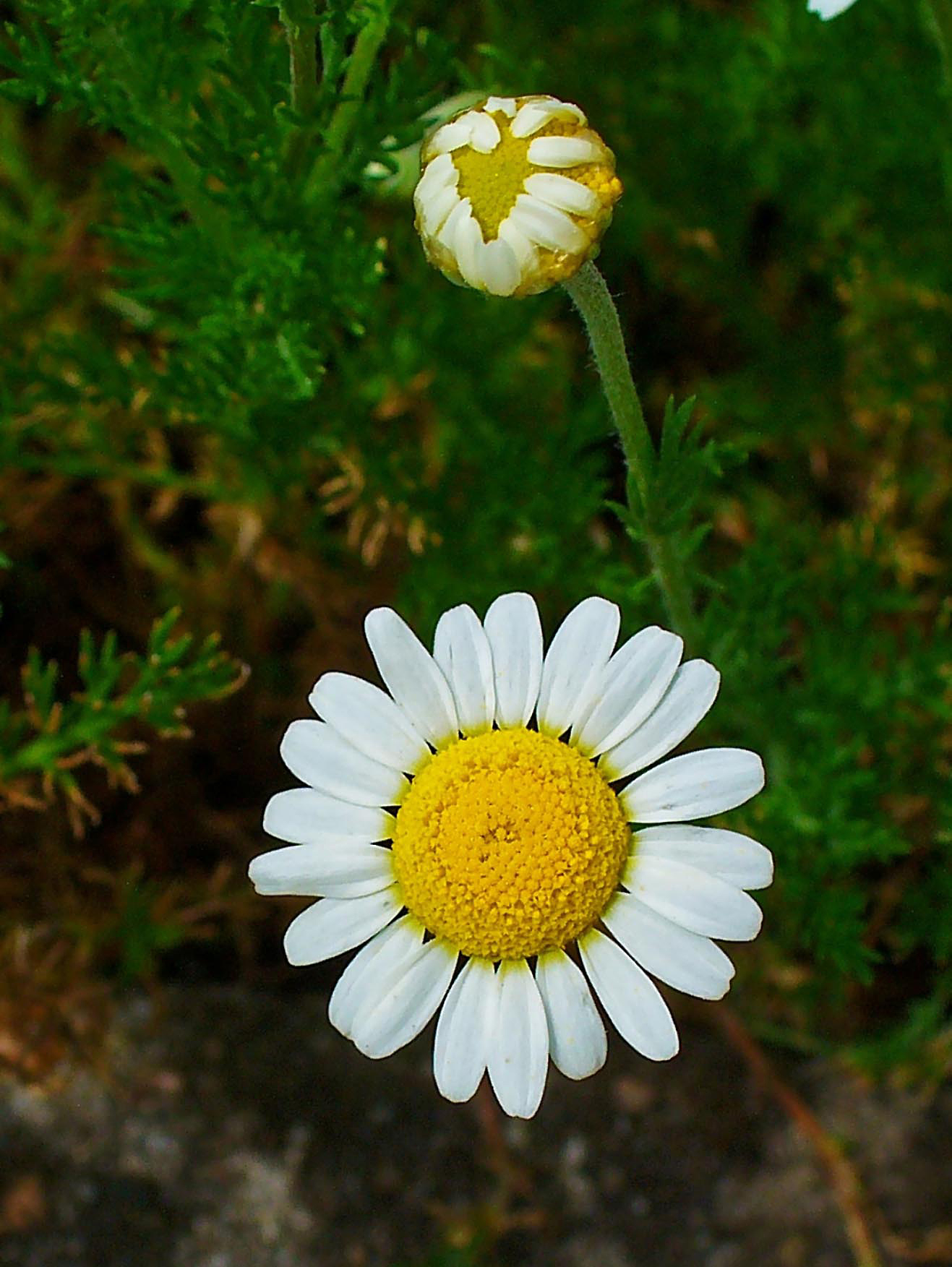
Chamaemelum nobile

La manzanilla es una hierba perenne. Presenta hojas sésiles, alternas, bisexuales o tripinnatilobuladas, finalmente divididas, con los folíolos lineares. En posición terminal presenta en verano una inflorescencia en forma de capítulo paniculado. Los capullos terminales, solitarios, que se elevan de 20 a 30 cm por encima del suelo, constan de prominentes flores amarillas en forma de disco y flores radiales blancas. Las flores radiales son alrededor de 20, con la lígula blanca, mientras que los del disco son numerosos, hermafroditas, con la corola amarilla, las puntas de las anteras ovadas y el extremo del estilo trunco. La cabeza floral no supera 1 cm de diámetro. Los frutos son aquenios cilíndricos, de alrededor de 1 mm de diámetro, algo mayores los radiales. La polinización la realizan himenópteros, pero la planta es capaz de auto polinizarse.
La época de floración en el hemisferio norte es durante junio y julio, y su fragancia es dulce, afrutada y herbácea. Aunque la planta se confunde a menudo con la manzanilla alemana (M. chamomilla), su morfología, propiedades y composición química son diferentes.

### Citología
Número de cromosomas de Chamaemelum nobile (Fam. Compositae) y táxones infraespecíficos: 2n=18

## Distribución y hábitat

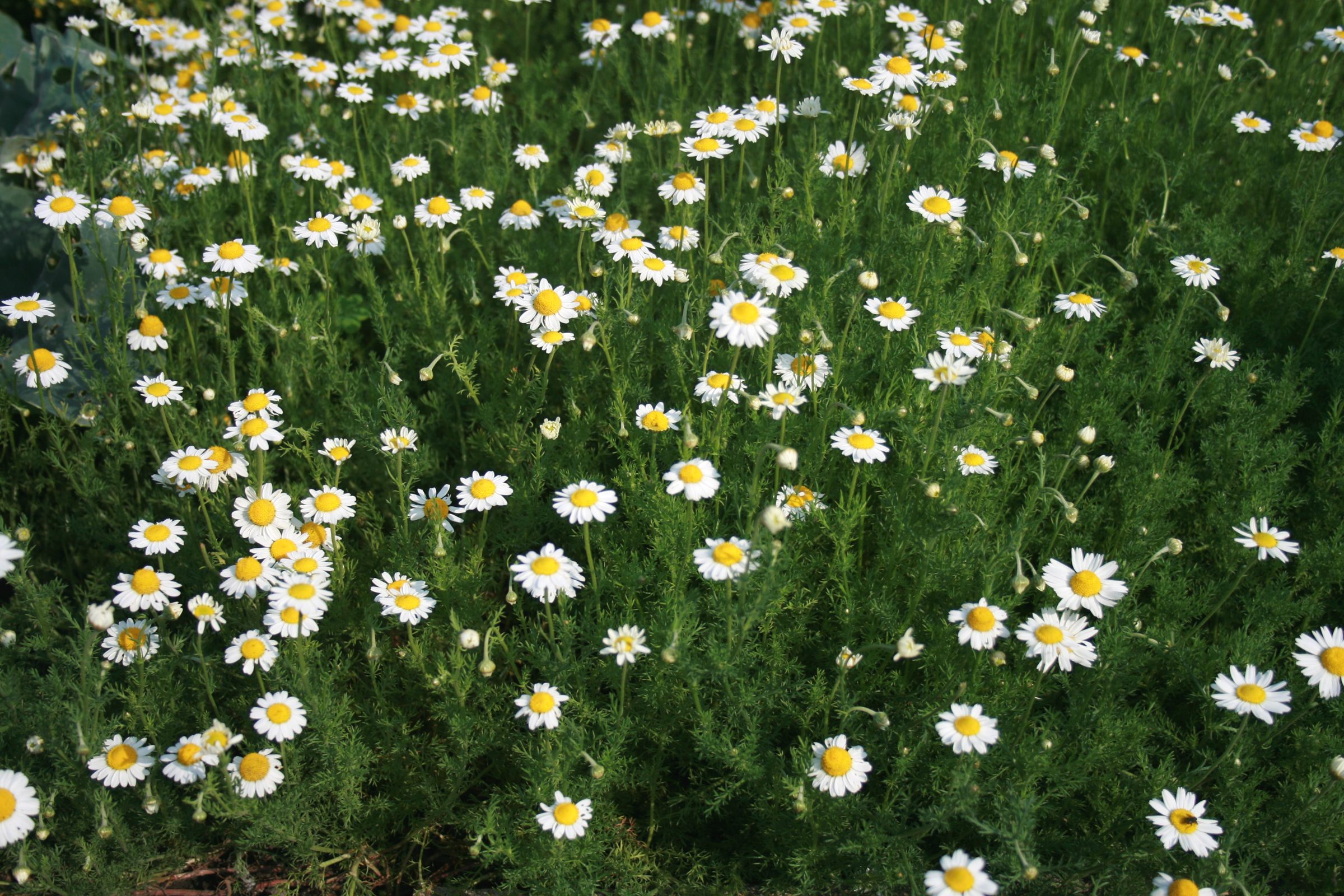
Manzanilla común en el Jardín Botánico de la Universidad Karlovy en Praga, República Checa

Es originaria de Europa occidental (excepto Países Bajos) y del norte de Asia, aunque antiguamente crecía en abundancia en Grecia por motivos ornamentales, medicinales y formando césped. Fue introducida en Europa central, Italia, Bulgaria y Rusia y actualmente también se encuentra naturalizada en la mayor parte de los Estados Unidos, Ecuador, Colombia, Argentina, Perú, región oriental del Paraguay y en los valles centrales de Chile.
Se extiende por gran parte de la península ibérica siendo menos frecuente en el noreste, este y sureste de esta.
Su hábitat natural son los prados y los lugares herbosos, así como los suelos arenosos y con sílice y los prados secos. Vive en tierras de pastoreo y suelos pisoteados.

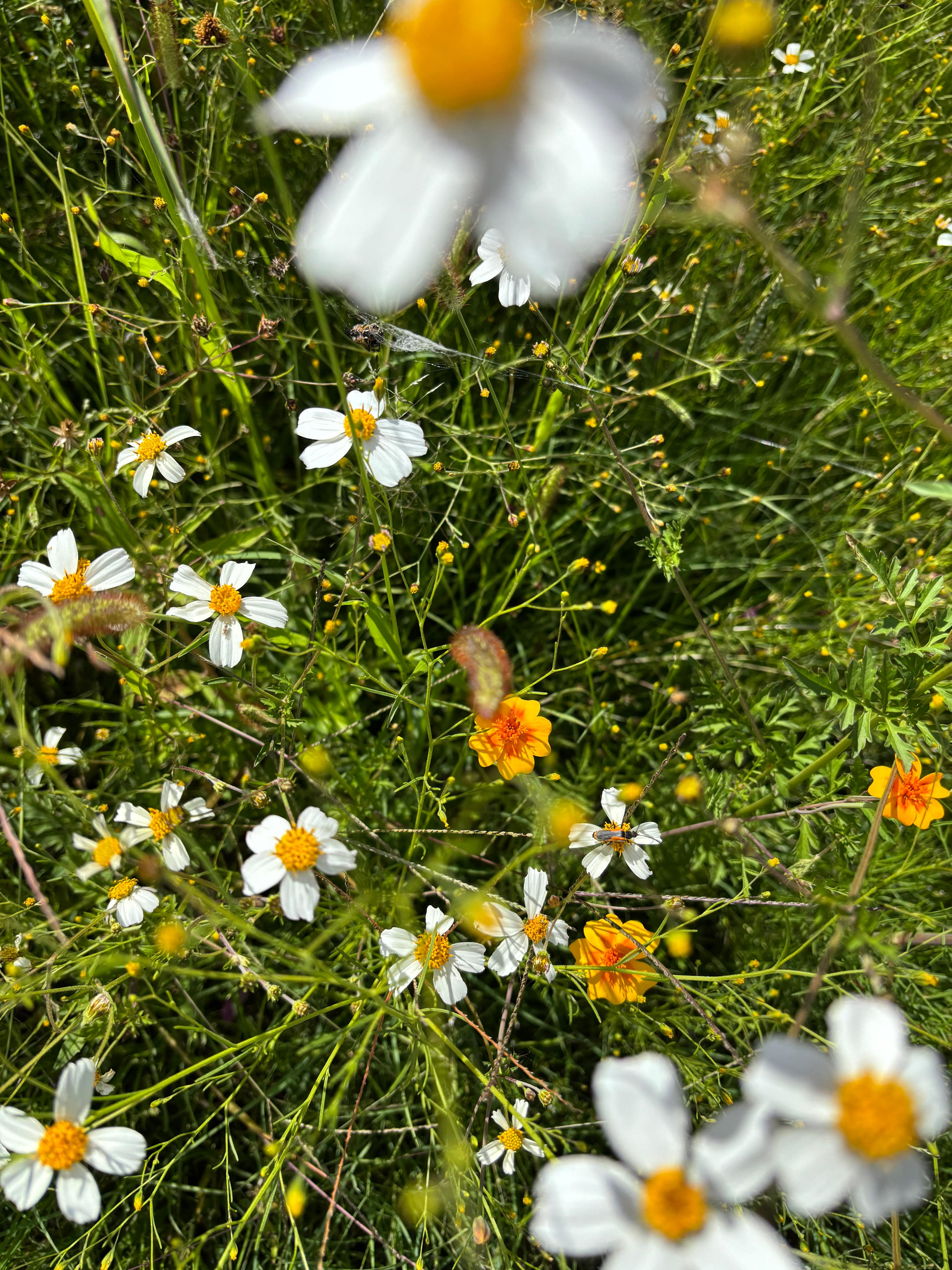
Flor de manzanilla en México

Esta especie necesita estaciones cálidas con climas templados para su desarrollo, pero soporta bien las heladas, la sequía, la falta de nutrientes y elevadas concentraciones de alcalinos.

## Usos

### Cosméticos
Tradicionalmente se usa en productos para el cuidado del cabello (como aclarante) y de la piel en perfumes y cosméticos.

### Decorativos
Se puede utilizar para crear un césped de manzanilla fragante. Un césped de manzanilla necesita tierra liviana, humedad adecuada y sol para prosperar. Cada metro cuadrado contiene 83-100 plantas. El césped solo es apto para tráfico peatonal ligero o en lugares donde el acceso al cortacésped es difícil.

### Té o infusiones
El té de manzanilla es una infusión de hierbas a base de flores secas y agua caliente. Los dos tipos de manzanilla utilizados para prepararla son la manzanilla romana (Chamaemelum nobile) y la manzanilla alemana (Matricaria chamomilla). Que da como resultado una bebida color amarilla claro, aromática y ligeramente amarga.

### Cerveza
La manzanilla se ha utilizado históricamente como ingrediente en la elaboración de cerveza. A diferencia de cuando se prepara como tisana, en la que solo se utilizan las flores, en la elaboración de cerveza se utiliza la planta entera. El sabor amargo es útil en la cerveza, pero también se le han atribuido efectos medicinales. Las cervecerías artesanales modernas y los cerveceros caseros usan en ocasiones manzanilla, y actualmente existen un gran número de cervezas comerciales elaboradas con manzanilla.

### Medicina tradicional
Aunque se utiliza ampliamente en medicina tradicional, atribuyéndosele efectos terapéuticos digestivos, carminativos, sedantes, tonificantes, vasodilatadores y antiespasmódicos, no hay evidencia científica suficiente para respaldar las propiedades medicinales que se le atribuyen.

### Riesgos
No se recomienda el uso de la manzanilla común durante el embarazo ya que puede causar contracciones uterinas y aborto espontáneo.
Es probable que no sea seguro usarlo durante el embarazo. Aunque no se conocen interacciones adversas específicas con medicamentos recetados, el uso de manzanilla tiene el potencial de causar interacciones adversas con numerosos productos herbales y medicamentos recetados, y puede empeorar las alergias al polen.
La apigenina, un fitoquímico en la manzanilla, y otros componentes presentes como cumarina, glucósidos, herniarina, flavonoides, farnesol, nerolidol y germacranólidos pueden interactuar con agentes anticoagulantes y medicamentos antiinflamatorios no esteroideos por lo que no se recomienda tomar manzanilla con aspirina o antiinflamatorios no esteroideos sin salicilato.
Las personas alérgicas a la ambrosía (también de la familia de las margaritas) pueden ser alérgicas a la manzanilla debido a la reactividad cruzada.
La manzanilla no debe ser utilizada por personas con cánceres de mama, ovario, útero, endometriosis o fibromas uterinos pasados o presentes.

### Investigación
A
Los principales componentes de las flores de manzanilla son compuestos polifenólicos, incluyen apigenina, quercetina, patuletina y luteolina. Los componentes principales del aceite esencial extraído de las flores son terpenoides.
La manzanilla está bajo investigación preliminar para determinar sus posibles propiedades ansiolíticas. Sin embargo no hay evidencia clínica de que sea útil para tratar el insomnio o cualquier otra enfermedad.

## Conservación
La Chamaemelum nobile figura en la categoría de menor preocupación en la lista roja, pero la tendencia de la población de plantas en el Reino Unido presenta una disminución a ritmo significativo. Esta disminución de la población de Chamaemelum nobile se debe al drenaje de los pastizales húmedos, la disminución del pastoreo y la reducción de los pastos que se utilizaban como campos de cultivo. Se especula que la recolección de plantas silvestres también podría ser una causa de la disminución de la población de esta especie.
Aunque la población de la especie está disminuyendo, hay algunas plantas ubicadas en al menos un área protegida. No existen programas de concienciación educativa, legislaciones internacionales o manejo internacional para esta especie.

## Nombres comunes
- Castellano: manzana, camamilla romana, manzanilla, camomila, camomila de Aragón, camomila oficinal, camomila romana, camomilla, cotula odorifera, manzanilla, manzanilla amarga, manzanilla buena, manzanilla común, manzanilla de botica, manzanilla de campo, manzanilla dulce, manzanilla de Moncayo, manzanilla fina, manzanilla noble, manzanilla oficial, manzanilla romana.